# وصال قرائف
وصال قرائف (انگلیسی: Vusal Garaev؛ زادهٔ ۸ ژوئیهٔ ۱۹۸۶) بازیکن فوتبال اهل جمهوری آذربایجان است.
از باشگاه‌هایی که در آن بازی کرده‌است می‌توان به باشگاه فوتبال روان باکو، باشگاه فوتبال توران توووز، باشگاه فوتبال شوالان، باشگاه فوتبال مغان، و باشگاه فوتبال قبله اشاره کرد.